# L'imperi del Sol
L'imperi del Sol (títol original en anglès Empire of the Sun) és una pel·lícula de tall bèl·lic produïda i dirigida per Steven Spielberg. Està basada en el llibre homònim de J. G. Ballard escrit l'any 1984. La pel·lícula de realització nord-americana va ser estrenada el 1987. És protagonitzada per l'actor Christian Bale. Ha estat doblada al català.
L'ambientació, els paisatges i personatges estan tan entrellaçats entre si que fan que el film capturi l'essència de l'època.

## Argument
És l'any 1939, una família anglesa benestant viu en un exclusiu barri de Xangai (Xina), la vida és idíl·lica, els treballadors xinesos mantenen l'estàndard de vida, però, tot canvia, l'ocupació japonesa obliga tots els estrangers a abandonar la Xina durant un termini determinat, expirat aquest termini seran considerats enemics.
La família té un fill, James, un noi molt ingenu però intel·ligent que adora els avions japonesos, i la seva curiositat el posa en més d'un problema.
La família ha de deixar la ciutat i no només perd les seves possessions durant la presa de Xangai pels japonesos, sinó que perd el seu fill, James durant l'èxode. Part de les escenes de la pel·lícula van ser rodades a la localitat gaditana de Trebujena, a Espanya, concretament als aiguamolls del Cortijo Alventus. Després de passar molts periples James, el fill perdut, és arreplegat per un parell d'americans renegats i de dubtosa mena que viuen en un vaixell abandonat i que tenen com a primer ofici el robatori. James, per evitar que els nord-americans l'expulsin del grup, els indica que la seva casa està plena de valuosos objectes.
En anar al lloc descobreixen que està ocupat per japonesos i són fets presoners. Tant els nord-americans com James donaran al camp de concentració de Soo Chow, prop d'un aeroport militar xinès ocupat pels japonesos. El nord-americà renegat molt particular s'erigeix com a líder dels anglodescendents del camp (John Malkovich) i utilitza a en James com estafeta, on ha d'usar la seva astúcia i audàcia per guanyar-se la confiança no només d'aquest líder sinó de l'oficial japonès, el sergent Nagata (Masato Ibu) que està al càrrec, per mantenir amb vida en aquestes condicions inhumanes. Amb el temps, James es guanya el respecte i reconeixement de tots en el camp, inclòs Nagata.
El final de la guerra és a prop i els japonesos abandonen el camp amb els seus presoners, que són portats a un estadi. James, una matí desperta i veu una llum blanquinosa en la llunyania, és el matí del 6 d'agost de 1945.
Finalment, després d'haver passat per tota una epopeia, James es retroba amb els seus pares, però ha deixat de ser el nen que era, després de l'impacte del que ha viscut.

## Repartiment
- Christian Bale (Jim 'James' Graham)
- John Malkovich (Basie)
- Miranda Richardson (Sra Victor)
- Nigel Havers (Dr Rawlins)
- Joe Pantoliano (Frank Demarest)
- Leslie Phillips (Maxton)
- Masato Ibu (Sgt Nagata)
- Emily Richard (Mary Graham, Mare de James)
- Rupert Frazer (John Graham, Pare de James)
- Peter Gale (Sr Victor)
- Takatoro Kataoka (Pilot)
- Ben Stiller (Dainty)
- David Neidorf (Tiptree)
- Ralph Seymour (Cohen)
- Robert Stephens (Sr Lockwood)

## Premis
La pel·lícula va ser nominada a 6 Premis Oscar, i va aconseguir guanyar diversos altres premis.